# Spencer Dunkley
Spencer Earl Dunkley (* 5. September 1969 in Wolverhampton, England) ist ein ehemaliger britischer Basketballspieler. Dunkley studierte in den Vereinigten Staaten, kehrte aber dann als Profi nach Europa zurück, wo er unter anderem in Israel, Frankreich und Italien spielte. Mit dem israelischen Serienmeister Maccabi aus Tel Aviv gewann er 1994 das israelische Double aus Meisterschaft und Pokal. Eine Spielzeit spielte Dunkley auch in der Schweiz, wo er mit den Snakes aus Lugano im europäischen Vereinswettbewerb EuroLeague 2000/01 antrat. Abschließend spielte Dunkley bei den Towers aus London in der Saison 2003/04 als einziger Vereinsstation in seinem Geburtsland. Nach seiner aktiven Karriere arbeitete Dunkley unter anderem als Trainer einer „Highschool“-Mannschaft im New Castle County in Delaware, wo er selbst in Newark seinen Schulabschluss gemacht hatte.

## Karriere
Nach dem Schulabschluss an der Newark High School in Delaware ging Dunkley zum Studium an die University of Delaware, wo er von 1989 an für die Hochschulmannschaft Fightin’ Blue Hens spielte, die damals der North Atlantic Conference (NAC) der NCAA Division I angehörten. Mit dieser Mannschaft gewann Dunkley 1992 und 1993 die Meisterschaft dieser Conference und damit auch die erstmalige Qualifikation in der Geschichte dieser Hochschulmannschaft für die landesweite NCAA-Endrunde, in der man jeweils in der ersten Runde ausschied. Dunkley wird als bester Rebounder in der Geschichte der Fightin’ Blue Hens mit 916 eingefangenen Abprallern in deren statistischen Jahrbüchern geführt. In der Entry Draft der am höchsten dotierten Profiliga NBA wurde Dunkley an 51. Position von den Indiana Pacers ausgewählt, die ihn im Herbst 1993 jedoch nicht unter Vertrag für eine NBA-Saison nahmen.
Nach dem Ende seiner Collegekarriere spielte Dunkley 1993 in der „Sommerliga“ United States Basketball League (USBL) vor, konnte aber auch auf diesem Wege keinen lukrativen Vertrag in NBA bekommen. Daher ging er nach Europa (im Sinne der Mitgliedernationen des Kontinentalverbandes FIBA Europa) und schloss er sich zur Saison 1993/94 der dominierenden israelischen Basketballmannschaft Maccabi Tel Aviv an, die jedoch in der Vorsaison den nationalen Meisterschaftstitel erstmals seit 1970 nicht gewonnen hatten und bei der nationalen Titelvergabe leer ausgegangen waren. Daher musste die Mannschaft auch im dritten europäischen Vereinswettbewerb Korać-Cup 1993/94 antreten, wo man bis zum Viertelfinale nur eine Niederlage hinnehmen und überzeugend in die Runde der besten acht Mannschaften einzog. Hier verlor man beide Spiele gegen Panionios Athen. Bei der nationalen Titelvergabe konnte man die Schmach der Vorsaison korrigieren und mit Meisterschaft und Pokalgewinn das Double erreichen. Für die folgende Saison wechselte Dunkley in die russische Superliga zum dortigen Vizemeister Awtodor aus Saratow. Dunkley verpasste mit dieser Mannschaft jedoch eine vordere Platzierung in der Meisterschaft. Anschließend spielte er eine Spielzeit im belgischen Gent, bevor er in der „Minor League“ Continental Basketball Association (CBA) 1996 erneut einen Anlauf auf eine NBA-Karriere nahm. Im Mai 1996 spielte er dann auch für die englische Nationalmannschaft seines Geburtslandes beim Qualifikationsturnier vor eigenem Publikum für die Basketball-Europameisterschaft 1997, das man auf dem zweiten Platz erfolgreich abschloss.
Dunkleys Vorspielen in der CBA reichte zumindest zu einem Vertrag bei einem renommierten europäischen Verein, als er zu Saisonbeginn 1996/97 beim französischen CSP aus Limoges unter anderem auch im höchsten europäischen Vereinswettbewerb FIBA Europaliga spielte. Der Verein entließ ihn jedoch bald nach Saisonbeginn aus seinem Vertrag und Dunkley wechselte innerhalb der LNB Pro A zum Vorjahresaufsteiger Basket Comté Doubs aus Besançon. Dieser konnte sich am Ende der Spielzeit jedoch erneut nicht für die Play-offs um die französische Meisterschaft qualifizieren. Vor dem eigentlichen Finalturnier dem EM 1997 musste die englische Nationalmannschaft noch in einer sogenannten Halbfinalrunde mit den etablierteren europäischen Nationen antreten. Hier gewann England nur eins von zehn Spielen und verpasste damit die Teilnahme am Finalturnier, wobei Dunkley nur an fünf von zehn Spielen teilnahm und auch in der Folge nicht mehr für die Nationalmannschaft spielte. In der Saison 1997/98 reichte es für Besançon BCD mit einer positiven Saisonbilanz auf dem achten Platz zur ersten Teilnahme an den Play-offs um die französische Meisterschaft, in denen man jedoch in der ersten Runde gegen den Hauptrundenersten und französischen Rekordmeister ASVEL ausschied.
Kurz nach Saisonbeginn der Spielzeit 1998/99 verließ Dunkley Besançon BCD und unterschrieb im November 1998 einen Vertrag beim italienischen Zweitligisten Felice Scandone aus Avellino in der Serie A2. Die Mannschaft belegte am Ende der Saison jedoch nur den zwölften und drittletzten Tabellenplatz und konnte den Abstieg nur wegen des besseren direkten Vergleichs vermeiden. Für die darauffolgende Spielzeit bekam Dunkley trotzdem zunächst einen Vertrag beim spanischen Erstligisten CB Forum aus Valladolid in der Liga ACB, doch nach einer Verletzung im November 1999 verließ er den Verein bereits wieder. Nach der Verletzung unterschrieb Dunkley erst zur folgenden Spielzeit wieder einen Vertrag. Die sportlich und wirtschaftlich führenden europäischen Vereine machten sich zusammen mit ihren Ligaverbänden zur Saison 2000/01 vom Kontinentalverband FIBA Europa selbstständig und gründeten mit der EuroLeague ihre eigene Europaliga. Zu dieser Europaliga wurde auch der Schweizer Meister Snakes aus Lugano eingeladen, der Dunkley für den neuen höchsten europäischen Vereinswettbewerb unter Vertrag nahm. In der EuroLeague 2000/01 gelangen den Schweizern drei Heimsiege in zehn Vorrundenspielen, was jedoch nicht zur Qualifikation für das Play-off-Achtelfinale reichte. Dunkley verließ den Verein nach dem Vorrunden-Aus, bevor diesen seinen nationalen Meisterschaftstitel verteidigte, und kehrte zu Avellino zurück, die mittlerweile in die Lega Basket Serie A aufgestiegen waren und bei ihrer Rückkehr in die höchste Spielklasse als Neunter am Ende der Spielzeit nur knapp den Einzug in die Meisterschafts-Play-offs verpassten.
Im November 2001 bekam Dunkley dann einen neuen Vertrag von Avellinos süditalienischem Ligakonkurrenten Viola aus Reggio Calabria, für den es am Ende der regulären Saison auf dem 16. und viertletzten Tabellenplatz zum Klassenerhalt reichte. Nach Saisonende spielte Dunkley noch drei Spiele für den Verein aus Aveiro in Portugal in der „Postseason“. Für die Saison 2002/03 bekam Dunkley dann erneut einen Vertrag in der israelischen Ligat ha’Al, wo er seine Europakarriere begonnen hatte. Mit Maccabi BC aus Haifa belegte er nach zehn Saisonsiegen jedoch nur den vorletzten Tabellenplatz. Zum Abschluss seiner Spielerkarriere spielte Dunkley dann noch einmal in seinem Geburtsland England und erreichte mit den Towers aus London in der British Basketball League den dritten Platz in der regulären Saison. Im Play-off-Halbfinale schied man dann gegen den Zweitplatzierten und späteren Titelgewinner Sheffield Sharks aus, gegen die man auch schon im Halbfinale des Pokalwettbewerbs BBL Cup ausgeschieden war. Nach dem Ende seiner Spielerkarriere kehrte Dunkley nach Delaware zurück, wo er seine Schul- und Studienzeit verbracht hatte, und wurde hier unter anderem zwischen 2009 und 2012 Trainer einer Basketballmannschaft an der Appoquinimink High School.